# Gare de Bas-Oha
Pour les articles homonymes, voir Gare de Bas.
La gare de Bas-Oha est une gare ferroviaire belge de la ligne 125 de Liège à Namur située à Bas-Oha section de la commune de Wanze, en Région wallonne, dans la province de Liège. 
Elle est mise en service en 1850 par la Compagnie de chemin de fer de Namur à Liège. C'est une halte ferroviaire de la Société nationale des chemins de fer belges (SNCB) desservie par des trains Omnibus (L) et d'Heure de pointe (P).

## Situation ferroviaire
Établie à 72 m d'altitude, la gare de Bas-Oha est située au point kilométrique (PK) 30,4 de la ligne 125, de Liège à Namur, entre les gares de Statte et de Andenne.

## Histoire
La station de Bas-Oha est mise en service le 18 novembre 1850 par la Compagnie du chemin de fer de Namur à Liège, lorsqu'elle ouvre à l'exploitation la section principale de sa ligne de Namur à Liège.
Le 1er janvier 1854, l'exploitation de la ligne et notamment de la gare de Bas-Oha est reprise en location par la Compagnie du Nord - Belge, suivant la convention signée entre la Compagnie du Namur - Liège et la Compagnie des chemins de fer du Nord (française). Elle ouvre un nouveau bâtiment voyageurs en 1878.

## Service des voyageurs

### Accueil
Halte SNCB, c'est un point d'arrêt non géré (PANG) à accès libre.

### Desserte
Bas-Oha est desservie par des trains Omnibus (L) et d'Heure de pointe (P) de la SNCB qui effectuent des missions sur la ligne commerciale 125.
- en semaine, la desserte comprend un train L par heure dans chaque sens ;
- le week-end et les jours fériés ne circule qu'un train L toutes les deux heures.

Il existe également quelques trains supplémentaires (P) en semaine aux heures de pointe :
- deux trains P entre Huy et Namur (le matin) ;
- deux trains P entre Namur et Huy (l'après-midi).

### Intermodalité
Le stationnement des véhicules est difficile à proximité.

## Comptage voyageurs
Le graphique et le tableau montrent le nombre de passagers qui en moyenne embarquent durant la semaine, le samedi et le dimanche.
| Nombre de voyageurs qui embarquent à la gare de Bas-Oha | Nombre de voyageurs qui embarquent à la gare de Bas-Oha | Nombre de voyageurs qui embarquent à la gare de Bas-Oha | Nombre de voyageurs qui embarquent à la gare de Bas-Oha |
|                                                         | Semaine                                                 | Samedi                                                  | Dimanche                                                |
| ------------------------------------------------------- | ------------------------------------------------------- | ------------------------------------------------------- | ------------------------------------------------------- |
| 1977                                                    | 83                                                      | 31                                                      | 19                                                      |
| 1978                                                    | 90                                                      | 23                                                      | 26                                                      |
| 1979                                                    | 94                                                      | 45                                                      | 24                                                      |
| 1980                                                    | 148                                                     | 73                                                      | 17                                                      |
| 1981                                                    | 161                                                     | 91                                                      | 20                                                      |
| 1982                                                    | 163                                                     | 112                                                     | 57                                                      |
| 1983                                                    | 96                                                      | 36                                                      | 23                                                      |
| 1984                                                    | 87                                                      | 20                                                      | 17                                                      |
| 1985                                                    | 81                                                      | 29                                                      | 24                                                      |
| 1986                                                    | 69                                                      | 18                                                      | 15                                                      |
| 1987                                                    | 82                                                      | 22                                                      | 15                                                      |
| 1988                                                    | 81                                                      | 19                                                      | 16                                                      |
| 1989                                                    | 73                                                      | 22                                                      | 17                                                      |
| 1990                                                    | 71                                                      | 19                                                      | 19                                                      |
| 1991                                                    | 55                                                      | 18                                                      | 14                                                      |
| 1992                                                    | 67                                                      | 19                                                      | 19                                                      |
| 1993                                                    | 44                                                      | 16                                                      | 17                                                      |
| 1994                                                    | 59                                                      | 18                                                      | 3                                                       |
| 1995                                                    | 36                                                      | 10                                                      | 12                                                      |
| 1996                                                    | 65                                                      | 23                                                      | 11                                                      |
| 1997                                                    | 67                                                      | 14                                                      | 14                                                      |
| 1998                                                    | 44                                                      | 14                                                      | 10                                                      |
| 1999                                                    | 54                                                      | 18                                                      | 8                                                       |
| 2000                                                    | 56                                                      | 16                                                      | 10                                                      |
| 2001                                                    | 57                                                      | 11                                                      | 7                                                       |
| 2002                                                    | 51                                                      | 12                                                      | 11                                                      |
| 2003                                                    | 53                                                      | 8                                                       | 28                                                      |
| 2004                                                    | 59                                                      | 12                                                      | 12                                                      |
| 2005                                                    | 57                                                      | 10                                                      | 8                                                       |
| 2006                                                    | 73                                                      | 20                                                      | 10                                                      |
| 2007                                                    | 51                                                      | 22                                                      | 11                                                      |
| 2008                                                    | -                                                       | -                                                       | -                                                       |
| 2009                                                    | 62                                                      | 11                                                      | 11                                                      |
| 2010                                                    | -                                                       | -                                                       | -                                                       |
| 2011                                                    | -                                                       | -                                                       | -                                                       |
| 2012                                                    | 66                                                      | 13                                                      | 9                                                       |
| 2013                                                    | 59                                                      | 9                                                       | 25                                                      |
| 2014                                                    | 64                                                      | 22                                                      | 10                                                      |
| 2015                                                    | 65                                                      | 16                                                      | 6                                                       |
| 2016                                                    | 72                                                      | 7                                                       | 6                                                       |
| 2017                                                    | 75                                                      | 10                                                      | 13                                                      |
| 2018                                                    | 58                                                      | 25                                                      | 57                                                      |
| 2019                                                    | 56                                                      | 19                                                      | 31                                                      |
| 2020                                                    | 44                                                      | 5                                                       | 11                                                      |
| 2021                                                    | -                                                       | -                                                       | -                                                       |
| 2022                                                    | 88                                                      | 39                                                      | 32                                                      |
| 2023                                                    | 66                                                      | 3                                                       | 13                                                      |
| 2024                                                    | 72                                                      | 20                                                      | 19                                                      |